# Winkfield Street
Winkfield Street es un barrio de la localidad de Winkfield, situada en Berkshire, Inglaterra (Reino Unido). Según el censo de 2021, tiene una población de 310 habitantes.